# 2003年國家領導人列表
下表列出2003年各国的国家元首、政府首脑和最高领导人，包括作为社会主义国家中党和国家最高领导人的执政党领袖。

## 非洲
- 馬達加斯加
  - 總統：马克·拉瓦卢马纳纳（2002年－）

## 亞洲
- 孟加拉
  - 總統：亞傑丁·艾哈邁德（2002年－）
  - 總理：卡莉達·齊亞（2001年－）
- 柬埔寨
  - 國王：西哈努克亲王（1993年－2004年）
  - 苜相：洪森（1998年－）
- 中華人民共和國
  - 中共中央總書記：胡錦濤（2002年－）
  - 國家主席：
    1. 江泽民（1989年－2003年）
    2. 胡錦濤（2003年－2013年）

  - 國務院總理：
    1. 朱镕基（1998年－2003年）
    2. 溫家寶（2003年－2013年）

  - 中共中央军委主席：江泽民（1989年－2004年）
- 中華民國
  - 總統：陳水扁（2000年－2008年）
  - 行政院長：游錫堃（2002年－2005年）
- 東帝汶
  - 總統：沙纳纳·古斯芒（2002年－）
  - 總理：馬里·阿爾卡蒂里（2002年－）
- 日本
  - 天皇：明仁天皇（1989年－）
  - 內閣總理大臣：小泉純一郎（2001年－2006年）
- 朝鮮民主主義人民共和國
  - 朝鮮勞動黨總書記：金正日
  - 國防委員會委員長：金正日
  - 內閣總理： 朴凤柱
- 大韓民國
  - 總統：
    1. 金大中（1998年－2003年）
    2. 盧武鉉（2003年－2008年）

  - 國務總理：
    1. 金碩洙（2002年－2003年）
    2. 高建（2003年－2004年）
- 马来西亚
  - 最高元首：端姑赛·西拉祖丁（Tuanku Syed Sirajuddin）（2001年－2006年）
  - 首相：
    1. 马哈迪·莫哈末（Dato' Seri Mahathir bin Mohomad）（1981年－2003年）
    2. 阿都拉·巴达威（Dato' Seri Abdullah bin Ahmad Badawi）（2003年－）
- 緬甸
  - 國家和平與發展委員會主席：丹瑞（1992年－）
  - 總理：
    1. 丹瑞（1992年－2003年）
    2. 欽紐（2003年－2004年）
- 新加坡
  - 總統：塞拉潘·纳丹（1999年－）
  - 總理：吳作棟（1990年－2004年）
- 泰國
  - 國王：普密蓬·阿杜德（1946年－）
  - 總理：塔信·欽那瓦（2001年－）
- 烏茲別克
  - 總統：伊斯蘭·卡里莫夫（1991年－）
  - 總理：
    1. 烏特庫爾·蘇丹諾夫（1995年－2003年）
    2. 沙·米爾季耶夫（2003年－）
- 越南
  - 越共中央總書記：農德孟（2001年－）
  - 國家主席：陳德良（1997年－）
  - 政府總理：潘文凱（1997年－）

## 歐洲
- 法國
  - 總統：雅克·希拉克（1995年－2019年）
- 德國
  - 總統：約翰內斯·勞（1999年－2004年）
  - 總理：格哈特·施羅德（1998年－）
- 意大利
  - 總統：卡洛·阿澤利奧·錢皮（1999年－）
- 荷蘭
  - 君主：貝婭特麗克絲（1980年－）
  - 首相：揚·彼得·巴爾克嫩德（2002年－）
- 波蘭
  - 總統：亞歷山大·克瓦希涅夫斯基（1995年－）
- 俄羅斯
  - 總統：弗拉基米尔·普京（1999年－）
- 西班牙
  - 國王：胡安·卡洛斯一世（1975年－）
- 烏克蘭
  - 總統：列昂尼德·庫奇馬（1994年－2005年）
  - 總理：維克托·亞努科維奇（2002年－2004年）
- 英國
  - 君主：伊麗莎白二世（1952年－2022年）
  - 首相：貝理雅（1997年－2007年）
- 梵蒂岡
  - 教宗：若望·保祿二世（1978年－2005年）
  - 國務卿：索達諾樞機（1990年－）

## 中東
- 伊朗
  - 最高領導人：阿里·哈梅內伊（1989年－）
  - 總統：默罕默德·哈塔米（1997年－）
- 黎巴嫩
  - 總統：埃米爾·拉胡德（1998年－）
  - 總理：拉菲克·哈里里（2000年－2004年）
- 沙地阿拉伯
  - 國王：法赫德（1982年－2005年）
  - 首相：法赫德（1982年－2005年）

## 北美洲
- 加拿大
  - 君主：伊利沙伯二世（1952年－）
  - 總理：
    1. 让·克雷蒂安（1993年－2003年）
    2. 保罗·马丁（2003年－2006年）

  - 總督：伍冰枝（1999年－2005年）
- 古巴
  - 古共中央第一書記：菲德尔·卡斯特罗（1965年－）
  - 國務委員會主席：菲德尔·卡斯特罗（1976年－）
  - 部長會議主席：菲德尔·卡斯特罗（1976年－）
- 巴拿馬
  - 總統：米雷婭·莫斯科索（1999年－2004年）
- 美國
  - 總統：乔治·W·布什（2001年－）

## 南美洲
- 厄瓜多爾
  - 總統：
    1. Gustavo Noboa（2000年－2003年）
    2. 盧西奧·古鐵雷斯（2003年－2005年）